# Spermospora avenae
Spermospora avenae är en svampart som först beskrevs av R. Sprague & Aar.G. Johnson, och fick sitt nu gällande namn av R. Sprague 1950. Spermospora avenae ingår i släktet Spermospora, divisionen sporsäcksvampar och riket svampar.   Inga underarter finns listade i Catalogue of Life.